# 蒙弗兰
蒙弗兰（法語：Montfrin，法語發音：[mɔ̃fʁɛ̃]）是法国加尔省的一个市镇，位于该省东部，属于尼姆区。

## 地理
蒙弗兰（43°52'33"N, 4°35'36"E）面积15.29 平方千米，位于法国奧克西塔尼大區加尔省，该省份为法国南部沿海省份，南端濒地中海，北起顺时针与阿尔代什省、沃克吕兹省、罗讷河口省、埃罗省、阿韦龙省和洛泽尔省接壤。
与蒙弗兰接壤的市镇（或旧市镇、城区）包括：孔普斯、富尔内斯、容基耶尔圣樊尚、梅讷、塞尔纳克、泰济耶、瓦拉布雷格。

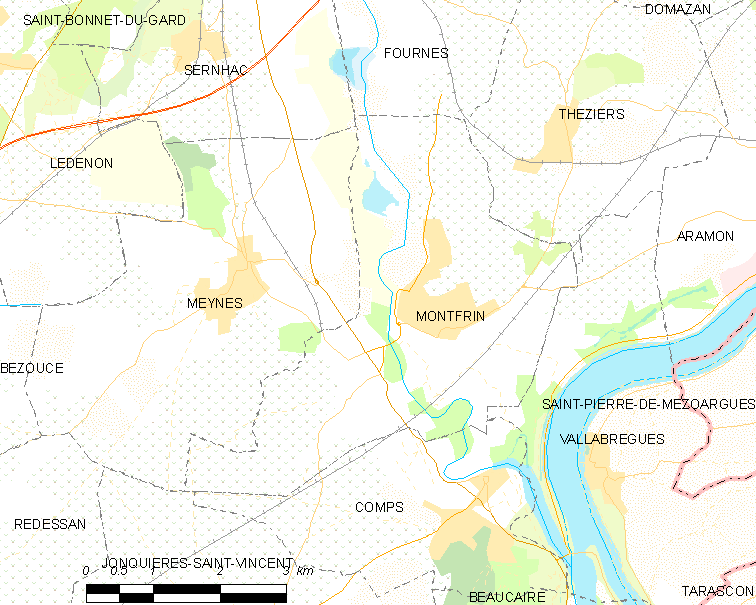
蒙弗兰的OSM定位图

蒙弗兰的时区为UTC+01:00、UTC+02:00（夏令时）。

## 行政
蒙弗兰的邮政编码为30490，INSEE市镇编码为30179。

## 政治
蒙弗兰所属的省级选区为勒代桑县。

## 人口

1962-2008年间蒙弗兰人口变化图示

蒙弗兰于2022年1月1日时的人口数量为3125人。